# 艾玛·莫斯辛斯基
艾玛·莫斯辛斯基（德語：Emma Moszczyński，2001年6月7日—），德國女子羽毛球運動員。

## 簡歷
2018年6月，艾玛·莫斯辛斯基出戰西班牙羽毛球國際賽，與斯泰恩·苏珊·库斯佩特合作打進女子雙打比賽準決賽。

## 主要比賽成績
只列出曾進入準決賽的國際賽事成績：
| 年份   | 賽事                       | 公開賽級別 | 項目     | 拍檔                 | 成績   |
| ------ | -------------------------- | ---------- | -------- | -------------------- | ------ |
| 2018年 | 西班牙羽毛球國際賽         | 國際挑戰賽 | 女子雙打 | 斯泰恩·苏珊·库斯佩特 | 準決賽 |
| 2018年 | 歐洲青年羽毛球錦標賽       | 其他       | 混合團體 | －                   | 冠軍   |
| 2018年 | 歐洲青年羽毛球錦標賽       | 其他       | 混合雙打 | Lukas Resch          | 季軍   |
| 2020年 | 歐洲羽毛球男女子團體錦標賽 | 其他       | 女子團體 | －                   | 亞軍   |
| 2021年 | 哈爾科夫羽毛球國際賽       | 國際系列賽 | 女子雙打 | 斯泰恩·苏珊·库斯佩特 | 冠軍   |
| 2021年 | 哈爾科夫羽毛球國際賽       | 國際系列賽 | 混合雙打 | 约翰尼斯·皮斯托留斯  | 亞軍   |
| 2021年 | 意大利羽毛球國際賽         | 國際系列賽 | 女子雙打 | 斯泰恩·苏珊·库斯佩特 | 冠軍   |
| 2022年 | 烏克蘭羽毛球公開賽         | 國際挑戰賽 | 女子雙打 | 斯泰恩·苏珊·库斯佩特 | 冠軍   |
| 2022年 | 葡萄牙羽毛球國際賽         | 國際系列賽 | 女子雙打 | 斯泰恩·苏珊·库斯佩特 | 準決賽 |
| 2022年 | 奧爾良羽毛球大師賽         | 超級100賽  | 女子雙打 | 斯泰恩·苏珊·库斯佩特 | 亞軍   |
| 2022年 | 愛爾蘭羽毛球公開賽         | 國際挑戰賽 | 女子雙打 | 斯泰恩·苏珊·库斯佩特 | 準決賽 |
| 2023年 | 歐洲羽毛球混合團體錦標賽   | 其他       | 混合團體 | －                   | 季軍   |
| 2023年 | 聖但尼羽毛球公開賽         | 國際挑戰賽 | 女子雙打 | 斯泰恩·苏珊·库斯佩特 | 準決賽 |
| 2023年 | 蘇格蘭羽毛球公開賽         | 國際挑戰賽 | 女子雙打 | 斯泰恩·苏珊·库斯佩特 | 準決賽 |
| 2023年 | 阿布達比羽毛球大師賽       | 超級100賽  | 女子雙打 | 斯泰恩·蘇珊·庫斯佩特 | 準決賽 |

| 2007-2017年 | 首要超級賽 | 超級賽 | 黃金大獎賽 | 大獎賽 | 國際挑戰賽 | 國際系列賽 | 未來系列賽 | 其他 |

| 2018-2026年 | 總決賽 | 超級1000賽 | 超級750賽 | 超級500賽 | 超級300賽 | 超級100賽 | 國際挑戰賽 | 國際系列賽 | 未來系列賽 | 其他 |

### 奧運會和世錦賽參賽紀錄
|          | 搭檔     | 2022 | 2023 |
| -------- | -------- | ---- | ---- |
| 女子雙打 | 库斯佩特 | 64強 | 64強 |